# Castiglione (Haute-Corse)
Pour les articles homonymes, voir Castiglione.
Castiglione est une commune française située dans la circonscription départementale de la Haute-Corse et le territoire de la collectivité de Corse. Elle appartient à l'ancienne piève de Giovellina.

## Géographie

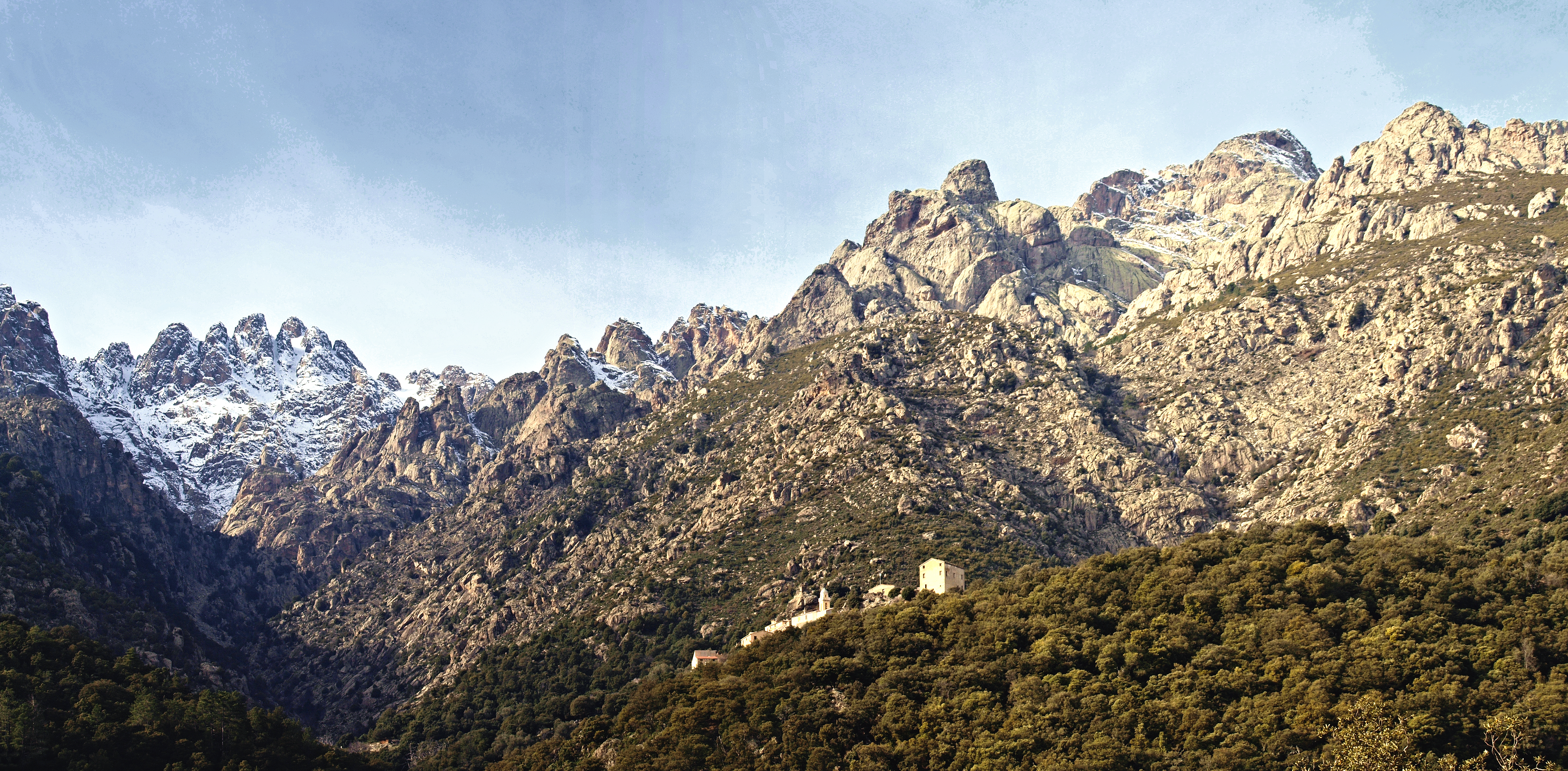
Panorama sur les aiguilles de la Rundinaia.

### Situation
Castiglione est une petite commune de la Giovellina, un des bassins versants du Golo composé des communes de Piedigriggio, Prato-di-Giovellina, Popolasca et Castiglione. Castiglione se situe dans l'ancienne piève de Giovellina. Elle est depuis 2014 l'une des cinquante-cinq communes composant le nouveau canton de Golo-Morosaglia.
Communes limitrophes

### Géologie et relief

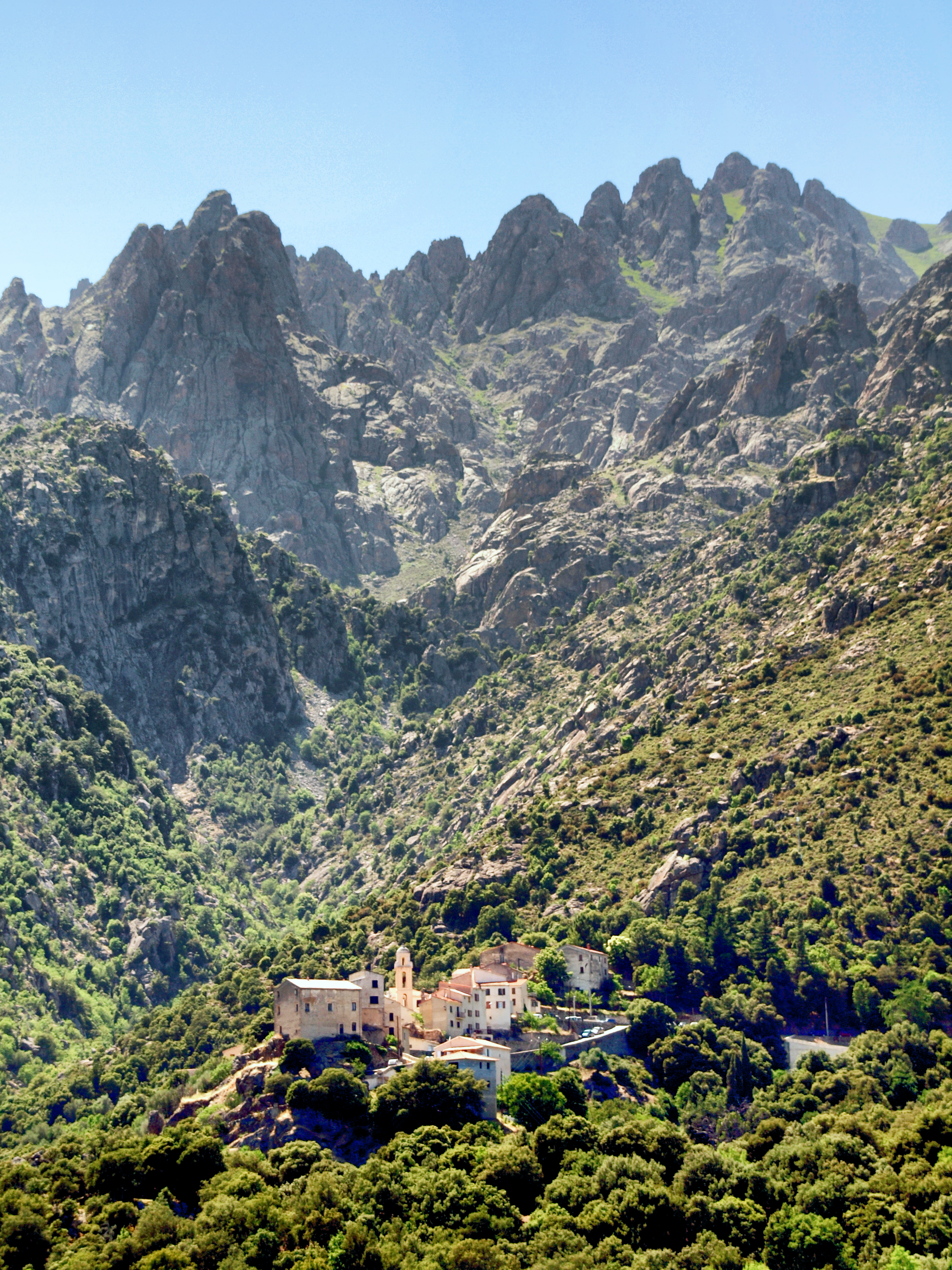
Castiglione au pied des Aiguilles de la Rundinaia.

Castiglione est une commune située au pied des aiguilles de Rundinaia (1 658 m), partie d'un ensemble montagneux du massif du Monte Cinto culminant à la Cima à i Mori (2 180 m) sur la commune de Castiglione. Les aiguilles de Popolasca, comme leurs noms l'indiquent, sont situées sur la commune de Popolasca, en limite de la commune de Castiglione (Cartes IGN).
Le territoire communal, ceint à l'ouest et au nord de lignes de crêtes le séparant respectivement de ceux de Corscia dans le Niolo et d'Asco, communes toutes deux dans le parc naturel régional de Corse, est ouvert vers le sud-est. Le secteur occidental comporte un petit chaînon montagneux dominé par la Rundinaia et la Pointa a Corniaccia (1 531 m), orienté dans un axe nord-sud et séparant les vallons de Paradella et de Cassa.

### Hydrographie
Le réseau hydrographique est dense, fait d'une multitude de petits ruisseaux circulant dans de nombreux petits vallons du bassin versant occidental du Golo, dans sa moyenne vallée. Le principal cours d'eau est le ruisseau de l'Ancino qui, grossi par les eaux du ruisseau de Terrogno affluent du Terrivola, devient ruisseau de Bornalinco avant sa confluence avec le Golo à Ponte-Castirla (Castirla).

### Climat et végétation
Commune de montagne dont le culmen se situe à 2 180 m tout proche de la Cima a i Mori (Asco), et malgré une exposition méridionale au flanc de la ligne de crête la dominant, le climat y est rude, froid en hiver et chaud en été. Au-dessus du village construit à plus de 700 m d'altitude, la végétation se raréfie avec un maquis bas composé majoritairement de bruyères en montant vers les hauteurs aux roches dénudées. Au sud de la commune, se trouve la forêt communale de Castiglione, composée essentiellement de chênes verts, de chênes pubescents et de pins laricio.

### Voies de communication et transports

#### Accès routiers
La D 118, une voie étroite et sinueuse, est l'unique route permettant d'accéder au village. Elle s'y termine en cul-de-sac. Elle s'emprunte au carrefour des routes D 18 (qui relie la route T20 du lieu-dit Taverna, à Corte et D 118 au col de Croce d'Arbitro (664 m - Popolasca).

#### Transports
Castiglione n'est desservie par aucun service de transports publics. La gare la plus proche est celle de Francardo, distante de 11 km.
Le village est distant par route de :
- 47 km de l'aéroport de Bastia Poretta,
- 79 km de l'aéroport de Calvi-Sainte-Catherine,
- 100 km de l'aéroport d'Ajaccio-Napoléon-Bonaparte,
- 57 km du port de commerce de L'Île-Rousse,
- 64 km du port de commerce de Bastia,
- 104 km du port de commerce d'Ajaccio.

## Urbanisme

### Typologie
Au 1er janvier 2024, Castiglione est catégorisée commune rurale à habitat très dispersé, selon la nouvelle grille communale de densité à sept niveaux définie par l'Insee en 2022.
Elle est située hors unité urbaine. Par ailleurs la commune fait partie de l'aire d'attraction de Corte, dont elle est une commune de la couronne,. Cette aire, qui regroupe 34 communes, est catégorisée dans les aires de moins de 50 000 habitants,.

### Occupation des sols
L'occupation des sols de la commune, telle qu'elle ressort de la base de données européenne d’occupation biophysique des sols Corine Land Cover (CLC), est marquée par l'importance des forêts et milieux semi-naturels (100 % en 2018), une proportion identique à celle de 1990 (100 %). La répartition détaillée en 2018 est la suivante : 
milieux à végétation arbustive et/ou herbacée (43,3 %), espaces ouverts, sans ou avec peu de végétation (39,7 %), forêts (17 %). L'évolution de l’occupation des sols de la commune et de ses infrastructures peut être observée sur les différentes représentations cartographiques du territoire : la carte de Cassini (XVIIIe siècle), la carte d'état-major (1820-1866) et les cartes ou photos aériennes de l'IGN pour la période actuelle (1950 à aujourd'hui).

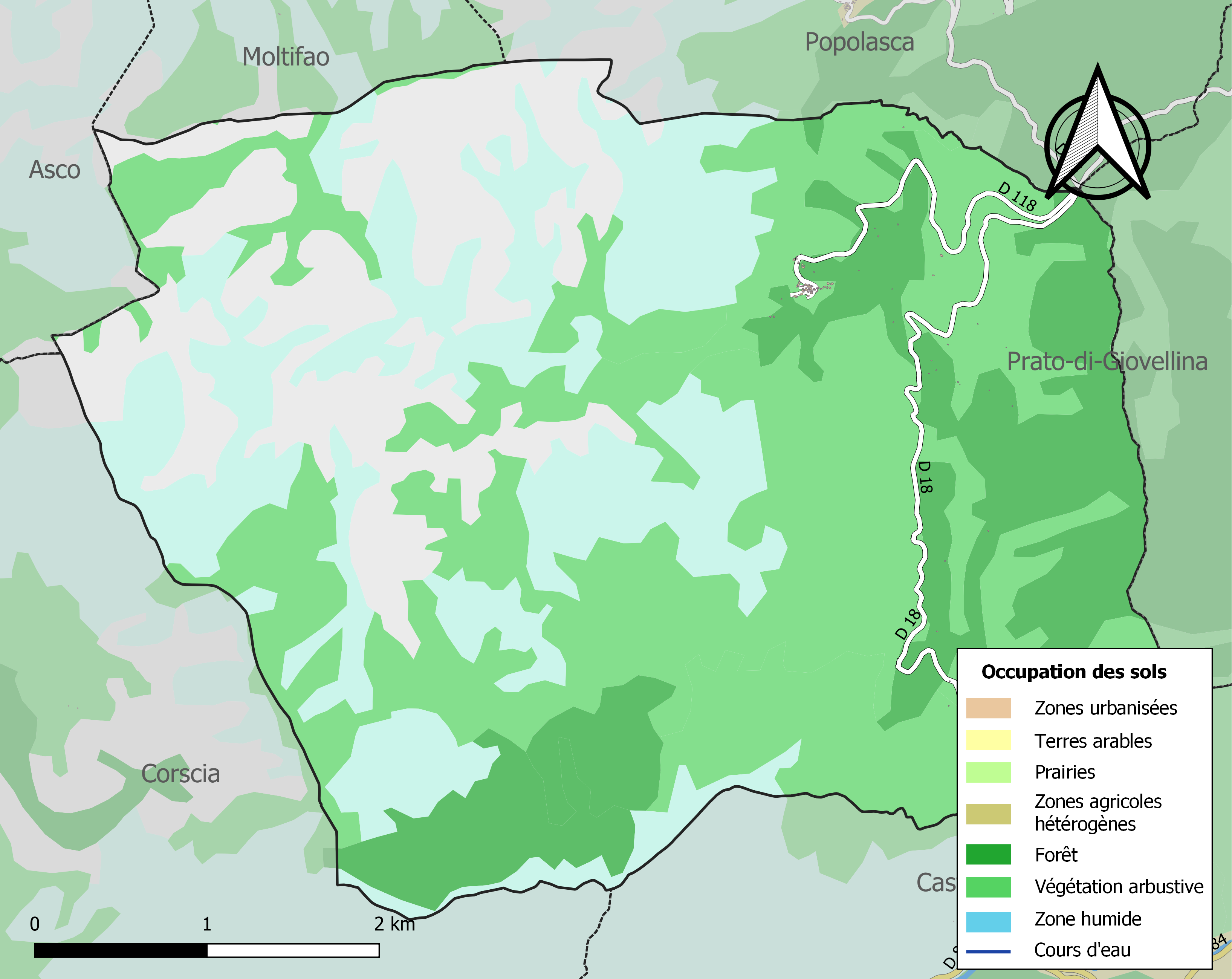
Carte des infrastructures et de l'occupation des sols de la commune en 2018 (CLC).
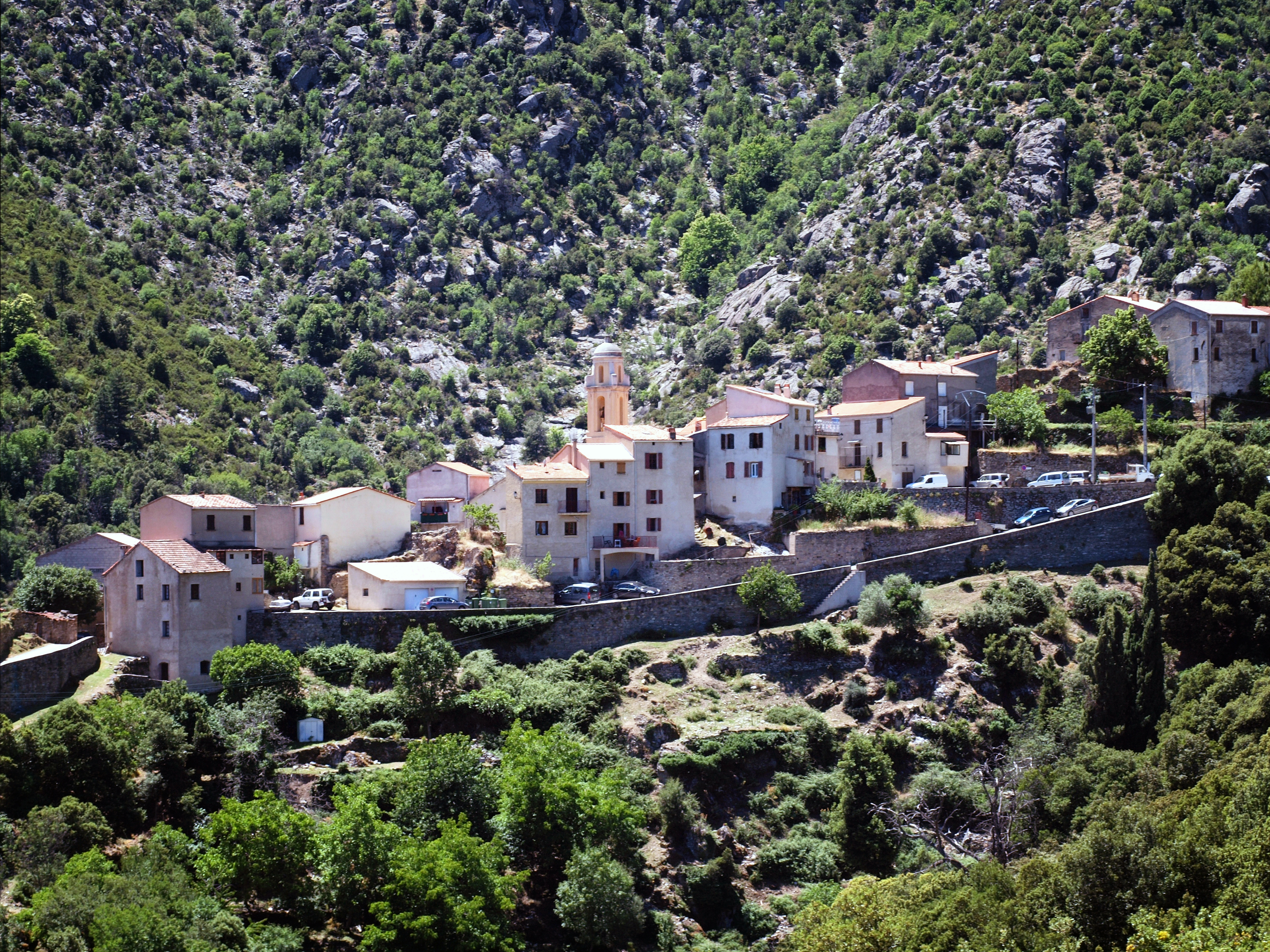
Vue du village

## Toponymie
Le nom corse de la commune est Castiglioni. Ses habitants sont les Castigliunesi.

## Histoire

### Moyen Âge
Au IXe siècle, une fois la « reconquista » sur les Maures terminée et l'île soumise à son autorité, le comte Ugo della Colonna, donna à son compagnon d'arme, Amondo Nasica, Avoglino (Giovellina) avec tout le bassin du Golo ; c'est cet Amondo qui a donné son nom aux Amondaschi. C'est dans un acte daté des environs de 1080, qu'apparaissent, comme témoins, Ansifredo Amundasco, ses fils et ses frères.
La Giovellina resta longtemps sous l'influence de la grande famille des seigneurs Amondaschi.
En 1077 le pape Grégoire VII impose l'autorité de l'Église et de chasser les "envahisseurs" de l'île. Il délègue le marquis Alberto IV Rufo le premier marquis de Massa qui passe en Corse avec l'un de ses fils. Ils combattent tous les seigneurs rebelles et exercent leur autorité sur l'île. Au XIe siècle, la part des marquis s'étendait sur tout l'En-Deçà-des-Monts. la Giovellina fait partie de la piève de Caccia, dans l'évêché de Mariana.

« Si l'on s'en réfère à une épitaphe tardivement rédigée il est vrai, le marquis Alberto, au XIe siècle, aurait chassé les Sarrasins de Rome et contribué à la défense de la Corse; ses descendants, marquis de Massa ou de Parodi, sur le continent joignirent constamment à leurs titres celui de marquis de Corse. »

— Colonna De Cesari-Rocca et Louis Villat in Histoire de Corse Ancienne librairie Furne Boivin & Cie, Éditeurs 5, rue Palatine Paris VIe 1916 p. 37
Mais les luttes qu'ils mènent avec peine contre leurs anciens vassaux appauvrissent les marquis de Massa. En 1250, il leur restait encore beaucoup de territoires dont les pièves de Giussani (Olmi-Cappella), Ostriconi (Belgodère), Caccia (Castifao).
Le fief avait une fortification érigée vraisemblablement par la famille des seigneurs Amondaschi qui dominait la région : Castello di Serravalle. Au XVe siècle, celle-ci sera occupée par les Génois, puis abandonnée au XVe siècle.
Cette forteresse, avec la tour de Monte Albano et celles de Caporalino et d'Omessa constituaient le réseau défensif de l'intérieur de l'île.

### Temps modernes
Au XVIe siècle, vers 1520, la piève de Giovellina comptait environ 700 habitants. Elle avait pour lieux habités : Pedegriso, la Pupulatia, li Castiglioni et lo Prato. La piévanie se trouvait à la Tribuna, appellation locale du lieu nommé "Pieve" (Prato-di-Giovellina).

Au début du XVIIIe siècle, avant les événements qui, dès 1729, agitèrent l'île pendant la grande révolte des Corses contre Gênes, l’abbé Francesco Maria Accinelli à qui les Génois avait demandé d'établir à des fins militaires une estimation des populations à partir des registres paroissiaux, écrivait : 

« Di là dal fiume Guolo à Tramontana è situata la Pieve Giovellina, che contiene 553.abitanti. il fiume Caccianinco la divida dal fiume di Caccia, et è situata frà colline à piedi di montagna, li suoi Villaggi sono Popolasca, Casiglione, Prato, e Piè di griggio. »

— Francesco Maria Accinelli in L’histoire de la Corse vue par un Génois du XVIIIe siècle - Transcription d’un manuscrit de Gênes - ADECEC Cervioni et l’Association FRANCISCORSA Bastia 1974
Poursuivant, Accinelli rapporte : « Il Vescovato di Alleria, che è il più di tutti pingue hà 2000.Scudi d’oro di entrata, e contiene 19.Pievi : Giovellina, Campoloro, Verde, Opino, Serra, Bozio, Allessani, Orezza, Vallerustie, Tralcini, Venaco, Rogna, Corsa, Covasina, Castello ò sia Vivario, Niolo, Carbini, et Aregno in la Balagna. [...] Giurisditione di Corte : Pieve di Giovellina : Popolasca 115. Castiglione 190. Prato, e Pièdigrigio 248. ».

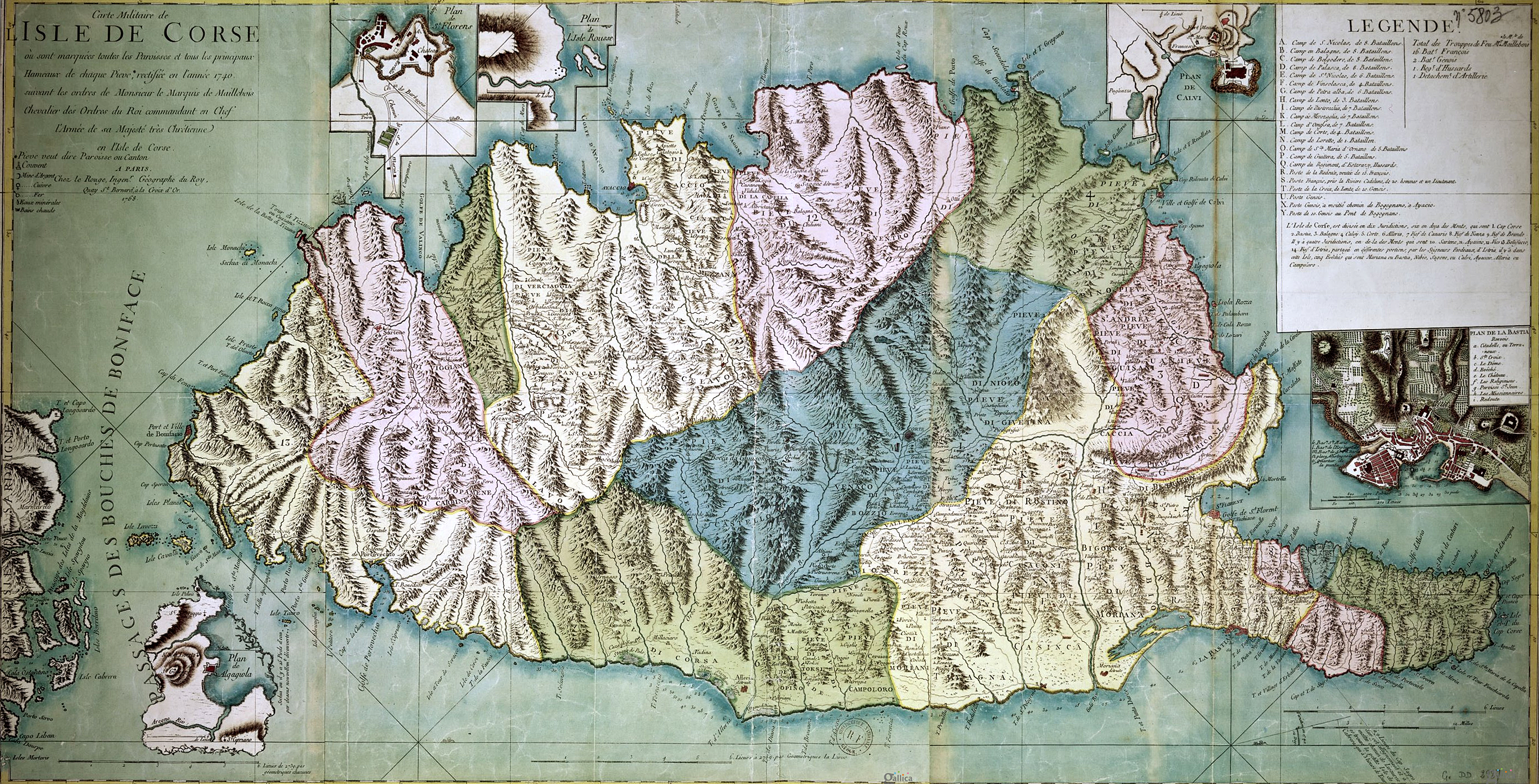
Carte de Corse dressée par Le Rouge en 1768.

- En 1768, la carte dressée par Le Rouge, ingénieur géographe du Roy, sur laquelle « sont marquées toutes les paroisses et tous les principaux hameaux de chaque pieve, rectifiée en l'année 1740 selon les ordres de monsieur le marquis de Maillebois », fait apparaître distinctement les pievi di Caccia et de Givetina.
- 1769 - La Corse passe sous administration militaire française. La piève de Giovellina est incluse en 1793 dans le nouveau canton de Golo.
- 1789 - La Corse fait partie du royaume de France.
- 1790 - Avec la Révolution française, est créé le département de Corse, puis en 1793, celui de El Golo (l'actuelle Haute-Corse).
- 1801 - Le canton du Golo garde son nom puis prend en 1828, celui de canton d'Omessa, dans l'arrondissement de Corte[16].

### Époque contemporaine
En 1954, les communes de Castirla, Omessa, Piedigriggio, Popolasca, Prato, Soveria et Castiglione formaient le canton d'Omessa.

## Politique et administration

### Liste des maires
| Période                                  | Période   | Identité            | Étiquette | Qualité       |
| ---------------------------------------- | --------- | ------------------- | --------- | ------------- |
| mars 2001                                | Mars 2008 | Lucette Beveraggi   |           | Maire         |
| mars 2008                                | En cours  | Jean-Marcel Bertini | UMP-LR    | Cadre - maire |
| Les données manquantes sont à compléter. |           |                     |           |               |

## Population et société

### Démographie
L'évolution du nombre d'habitants est connue à travers les recensements de la population effectués dans la commune depuis 1800. Pour les communes de moins de 10 000 habitants, une enquête de recensement portant sur toute la population est réalisée tous les cinq ans, les populations de référence des années intermédiaires étant quant à elles estimées par interpolation ou extrapolation. Pour la commune, le premier recensement exhaustif entrant dans le cadre du nouveau dispositif a été réalisé en 2008.

En 2022, la commune comptait 41 habitants, en stagnation par rapport à 2016 (Haute-Corse : +5,15 %, France hors Mayotte : +2,11 %).
| 1800 | 1806 | 1821 | 1831 | 1836 | 1841 | 1846 | 1851 | 1856 |
| ---- | ---- | ---- | ---- | ---- | ---- | ---- | ---- | ---- |
| 164  | 278  | 313  | 327  | 332  | 360  | 323  | 328  | 334  |

| 1861 | 1866 | 1872 | 1876 | 1881 | 1886 | 1891 | 1896 | 1901 |
| ---- | ---- | ---- | ---- | ---- | ---- | ---- | ---- | ---- |
| 315  | 304  | 255  | 236  | 250  | 280  | 231  | 216  | 203  |

| 1906 | 1911 | 1921 | 1926 | 1931 | 1936 | 1946 | 1954 | 1962 |
| ---- | ---- | ---- | ---- | ---- | ---- | ---- | ---- | ---- |
| 219  | 196  | 207  | 200  | 184  | 156  | 86   | 85   | 80   |

| 1968 | 1975 | 1982 | 1990 | 1999 | 2006 | 2008 | 2013 | 2018 |
| ---- | ---- | ---- | ---- | ---- | ---- | ---- | ---- | ---- |
| 78   | 67   | 48   | 22   | 25   | 32   | 34   | 38   | 43   |

| 2022 | - | - | - | - | - | - | - | - |
| ---- | - | - | - | - | - | - | - | - |
| 41   | - | - | - | - | - | - | - | - |

## Culture locale et patrimoine

### Lieux et monuments

#### Église Notre-Dame du Rosaire

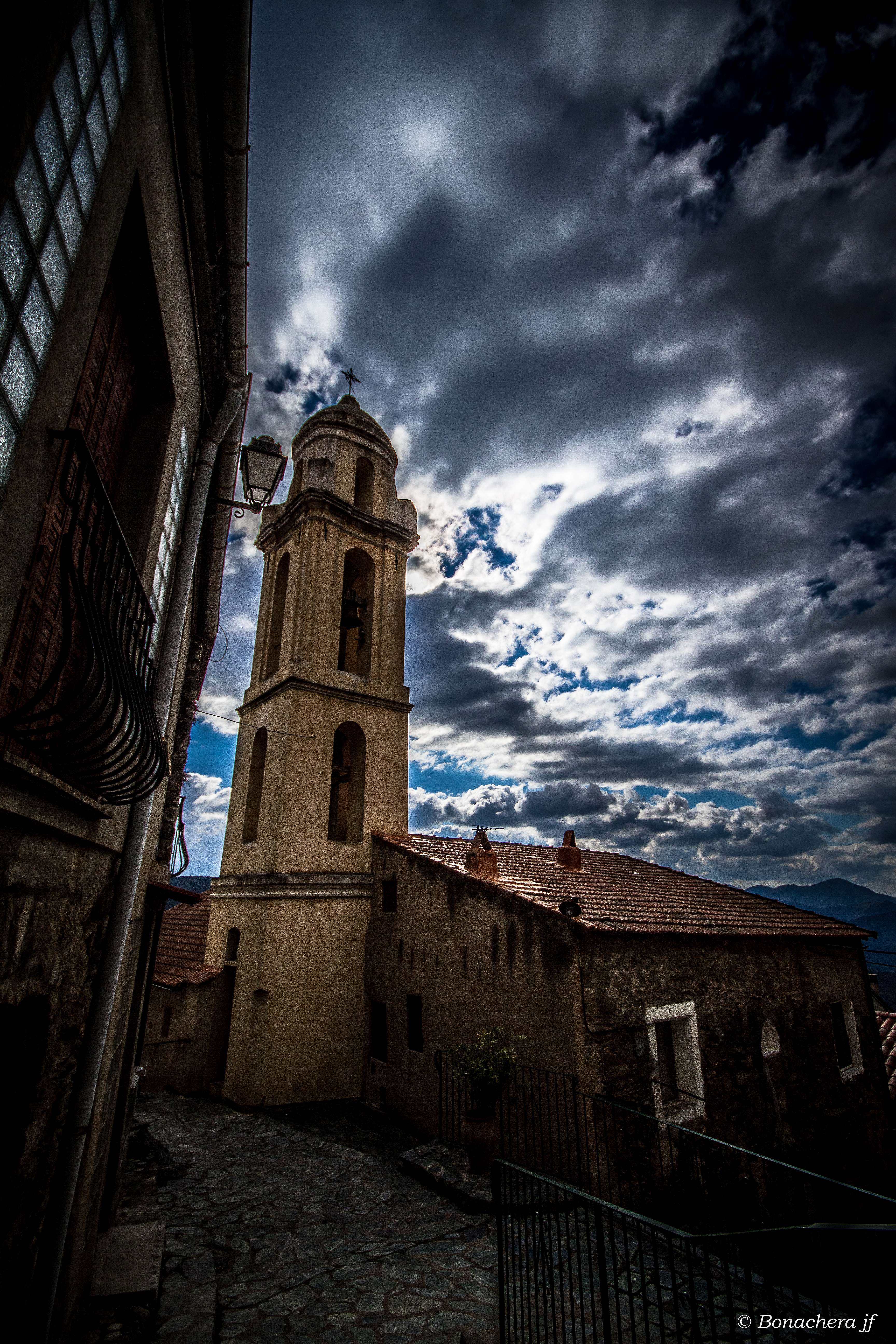
L'église paroissiale Notre-Dame-du-Rosaire.

L'église paroissiale Notre-Dame-du-Rosaire est implantée au cœur du village.

#### Autres
- La chapelle San Nicolao au cimetière.
- La chapelle San Salvator au nord, romane remaniée.
- L'oratoire de Croce d'Arbitro, au carrefour des routes D 18 et D 118.
- U mulinu di Ponticelli, moulin ruiné.

### Patrimoine naturel

#### Espaces protégés et géres
Grotte a Sapara
A Sapara est une grotte unique en Corse, surtout connue pour ses galeries interminables qui sillonnent sous les montagnes sur une distance d’environ 50 km. Son entrée qui se trouve sur les rives du Terrivola, en bord de la départementale qui passe sous le village, est aujourd'hui en partie condamnée pour raisons de sécurité. En effet, une des sorties se situe au-dessus de Calvi et naguère de nombreux bergers et autres aventureux ont réussi l’exploit de traverser de part en part ses boyaux. Deux personnes y ont trouvé la mort après s’y être égarées. Des militaires avaient fléché le parcours en apposant sur les murs des traces de peinture blanche dont certaines sont encore visibles. Néanmoins, la mairie a jugé plus judicieux de murer aux trois quarts son entrée pour en interdire l’accès. Elle est devenue aujourd’hui, le royaume des spéléologues, mais surtout des chauves-souris, dont certaines espèces endémiques en Corse sont protégées. Le site est d'ailleurs lui aussi protégé et un écriteau interdit aux curieux d’y pénétrer.
Elle fait l'objet d'un arrêté de protection de biotope, d’habitat naturel ou de site d’intérêt géologique.

#### ZNIEFF
La commune est concernée par trois Zones Naturelles d'Intérêt Ecologique Faunistique et Floristique (ZNIEFF) :
Massif des aiguilles Rundinaia, commune de Castiglione
Situé à moins de dix kilomètres au sud-ouest de Ponte Leccia, le massif aux roches rouges d'origine volcanique domine le sillon central emprunté par le Golo. Les crêtes dentelées, les aiguilles, les parois verticales et ravins encaissés abritent un couple de Gypaètes barbus, des aigles royaux et d'autres espèces de montagne.
Crêtes et hauts versants asylvatiques du Monte Cinto
Castiglione fait partie des seize communes comprises dans la zone naturelle d'intérêt de 2e génération nommée « ZNIEFF 940004233 - Crêtes et hauts versants asylvatiques du Monte Cinto ». 
Cette vaste ZNIEFF qui comprend l'ensemble du haut massif du Cinto au sens large, est constituée en grande partie par des roches d'origine volcanique (rhyolites).
Grotte a Sapara
Le site inclut une cavité naturelle calcaire située au sud-est du village de Castiglione, en bordure de la route D18. Un portillon cadenassé protège le fond de la grotte pour éviter le dérangement des chiroptères.

#### Natura 2000
Haute vallée d'Asco, forêt de Tartagine aiguilles de Rundinaia (commune de Castiglione) et aiguilles de Popolasca (commune de Popolasca).
Castiglione est concernée par une zone de Protection Spéciale (Dir. Oiseaux), Annexe I de la directive 79/409/CEE du Conseil :
Haute vallée d'Asco, forêt de Tartagine et aiguilles de Rundinaia (commune de Castiglione) et aiguilles de Popolasca sur la commune de Popolasca.
Le site de la directive "Oiseaux" nommé FR9410107 - Haute vallée d'Asco, forêt de Tartagine et aiguilles de Rundinaia (commune de Castiglione) et aiguilles de Popolasca (commune de Popolasca), couvre une superficie de 8 400 ha. L'intérêt du site réside en la présence du Gypaète barbu (trois couples s'y reproduisent), d'autres rapaces tels que l'Aigle royal et le Faucon pèlerin, ainsi que celle du mouflon.

### Personnalités liées à la commune
- Paul Bonaldi (1917-2008), officier de la 2ème DB, Compagnon de la Libération[26]

### Héraldique
| Blason de Castiglione | Blason  | D'argent à une tête de Maure de sable tortillée du champ, mantelé de sinople à un château, donjonné et flanqué de deux échauguettes d'or, ouvert, ajouré et maçonné de sable accosté de deux roses des jardins d'or.              |
| Blason de Castiglione | Détails | Le château évoque le nom de la commune, la tête de Maure la Corse et les roses sont les attributs de Notre-Dame, patronne de la paroisse, enfin, le mantelé rappelle qu'il s'agit d'une commune de montagne. Adopté en août 2023. |